# مارموت المپیک
مارموت المپیک (نام علمی: Marmota olympus) نام یک گونه از سرده مارموت است.
این مارموت تقریباً به اندازه یک گربه اهلی است و معمولاً در تابستان حدود 8 کیلوگرم (18 پوند) وزن دارد. این گونه بیشترین دوشکلی جنسی را در مارموت ها نشان می دهد، با وزن نرهای بالغ به طور متوسط 23 درصد بیشتر از ماده ها است.این نوع مارموت را می توان با سر پهن، چشم ها و گوش های کوچک، پاهای کلفت و دم بلند و پرپشت تشخیص داد. پنجه های تیز آنها و گرد آن به حفر لانه ها کمک می کند . رنگ پوست مارموت المپیک با فصل و با افزایش سن تغییر می کند، اما پوست مارموت بالغ در اکثر اوقات سال قهوه ای با مناطق کوچک سفیدتر است.
این گونه دارای رژیم غذایی متشکل از انواع فلور علفزار ، از جمله علف های خشک است که از آن به عنوان بستر در گودال ها نیز استفاده می کند. این حیوان توسط پستانداران مختلف زمینی و شکارچیان پرندگان شکار می‌شود ، اما شکارچی اصلی آن امروزه کایوت است.
حفره های این مارموت به صورت کلونی ساخته می شوند که در نقاط مختلف کوهستانی یافت می شوند و اندازه آنها متفاوت است. یک کلنی ممکن است دارای تعداد کمی از یک خانواده مارموت یا چندین خانواده با حداکثر 40 مارموت باشد. مارموت‌های المپیک حیواناتی بسیار معاشرتی هستند که اغلب به جنگ بازی می‌پردازند و چهار سوت مختلف را برای برقراری ارتباط صدا می‌کنند. در طول خواب زمستانی که از ماه سپتامبر شروع می شود، آنها در خواب عمیق هستند و غذا نمی خورند و باعث می شود نیمی از توده بدن خود را از دست بدهند. بزرگسالان در ماه مه و جوانان آنها در ژوئن ظاهر می شوند. مارموت های ماده در سه سالگی به بلوغ جنسی می رسند و هر فصل جفت گیری 1 تا 6 نوزاد تولید می کنند.